# Uiramutã
Uiramutã – miasto i gmina w Brazylii, w stanie Roraima. Znajduje się w mezoregionie Norte de Roraima i mikroregionie Nordeste de Roraima.